# Marshall Creek
Marshall Creek è un ex città degli Stati Uniti d'America, situata nello Stato del Texas, nella Contea di Denton. Verso la fine del novembre 2007, Marshall Creek si è consolidata con la vicina Roanoke.